# American Le Mans Series 2005
American Le Mans Series 2005 kördes över tio omgångar.

## LMP1

### Delsegrare
| Datum       | Bana/Tävling       | Vinnare                              | Märke   |
| ----------- | ------------------ | ------------------------------------ | ------- |
| 19 mars     | Sebring 12-timmars | JJ Lehto Marco Werner Tom Kristensen | Audi    |
| 17 april    | Road Atlanta       | JJ Lehto Marco Werner                | Audi    |
| 22 maj      | Mid-Ohio           | Butch Leitzinger James Weaver        | MG-Lola |
| 4 juli      | Lime Rock          | JJ Lehto Marco Werner                | Audi    |
| 17 juli     | Sears Point        | Frank Biela Emanuele Pirro           | Audi    |
| 30 juli     | Portland           | Frank Biela Emanuele Pirro           | Audi    |
| 21 augusti  | Road America       | Frank Biela Emanuele Pirro           | Audi    |
| 4 september | Mosport Park       | Butch Leitzinger James Weaver        | MG-Lola |
| 1 oktober   | Petit Le Mans      | Frank Biela Emanuele Pirro           | Audi    |
| 16 oktober  | Laguna Seca        | Tom Chilton Hayanari Shimoda         | Zytek   |